# Stauntonia libera
Stauntonia libera là một loài thực vật có hoa trong họ Lardizabalaceae. Loài này được H.N. Qin miêu tả khoa học đầu tiên năm 1997.